# Verkondigingskathedraal (Voronezj)
De Verkondigingskathedraal (Russisch: Благовещенский собор) is een Russisch-orthodoxe kathedraal in de Russische stad Voronezj. De kathedraal is in Russisch-byzantijnse stijl gebouwd en een van de grootste orthodoxe kerken van het land en de wereld.

## Geschiedenis
Sinds 1620 stond er reeds een houten Verkondigingskerk in Voronezj, sommige onderzoekers gaan echter al uit van het jaartal 1586, het stichtingsjaar van de stad. In 1682 werd het bisdom Voronezj gesticht en Mitrofan, de eerste bisschop van Voronezj, in 1832 heilig verklaard door de Russisch-orthodoxe Kerk, wilde een stenen kathedraal bouwen. Wegens gebrek aan financiële middelen moesten de plannen worden uitgesteld en beperkte de bisschop zich tot herstel van de oude kerk. Met steun van Patriarch Joachim van Moskou en heel Rusland (1620-1690) lukte het Mitrofan in 1684 alsnog om de bouw van de kathedraal te hervatten. In 1692 kon ten slotte de kathedraal worden gewijd. In 1703 stierf Mitrofan en werd in de kerk bijgezet. Echter al snel na de dood van Mitrofan begon de kathedraal al ernstige gebreken te vertonen en was herbouw van de kathedraal noodzakelijk in de jaren 1718-1735. Een 74,5 meter hoge klokkentoren werd voltooid in 1828.

## Sovjetperiode
Op 3 februari 1919 werd een viering in de kathedraal ernstig verstoord door de bolsjewieken waarbij schending van de relieken van Mitrofan plaatsvond. Vanaf 1922 kwam de kerk in handen van de renovationisten. Ten slotte werd de kerk op 20 augustus 1929 voor alle erediensten gesloten. Dit besluit werd op de dag van sluiting gevierd door alle orkesten, die de stad rijk was, revolutionaire muziek te laten spelen op het plein bij de kathedraal. De relieken van Mitrofan werden overgebracht naar het regionale museum van Voronezj. In de Tweede Wereldoorlog werd de kathedraal grotendeels verwoest. Na de oorlog, in de jaren 50, vond volledige afbraak plaats. Tegenwoordig staan op de plek van de oude Verkondigingskathedraal de gebouwen van de Universiteit van Voronezj.

## De nieuwe kathedraal
De kathedraal werd gebouwd in de jaren 1998-2009. De eerstesteenlegging vond plaats op 28 augustus 1998. Op 15 november gaf Aleksi II Patriarch van Moskou en heel Rusland tijdens diens bezoek aan Voronezj zijn zegening aan de bouw. Op 6 december 2003 kon de benedenkerk worden gewijd. Een eerste dienst in de bovenkerk kon op 3 november 2009 worden gevierd.
De kerk lijkt in het geheel niet op haar voorganger en vertoont veel meer gelijkenissen met de in 1931 in Voronezj opgeblazen Vladimirkathedraal. Daarentegen vertoont de toren wel gelijkenis met de oude Verkondigingskathedraal.
Met een hoogte van 97 meter is de kathedraal een van de grootste kerken in Rusland. De kerk biedt plaats aan 6.000 gelovigen.
Voor de kathedraal staat sinds 2003 een bronzen monument van bisschop Mitrofan omgeven door vier engelen.